# Герб Монастирка (Коломийський район)
Герб Монастирка — офіційний символ села Монастирок, Коломийського району Івано-Франківської області, затверджений 8 липня 2005 р. рішенням Луківської сільської ради.
Автор — Андрій Гречило.

## Опис герба
У синьому полі срібний хрест, навколо якого 4 золоті 8-променеві зірки.

## Зміст
Хрест розкриває походження назви села від давнього монастиря, а зірки є символом постійності та стабільності.